# Вазюцьке сільське поселення
Вазю́цьке сільське поселення (рос. Вазюкское сельское поселение) — адміністративна одиниця у складі Опарінського району Кіровської області Росії. Адміністративний центр поселення — селище Вазюк.

## Історія
Станом на 2002 рік на території сучасного поселення існували такі адміністративні одиниці:
- Вазюцький сільський округ (селища Вазюк, Нагібіно)
- Кузузький сільський округ (присілки Ванінська, Волокова 1, Волокова 2, Ново-Кузюгська, Петровська, Сергієвська Веретея)

Сільське поселення було утворене згідно із законом Кіровської області від 7 грудня 2004 року № 284-ЗО у рамках муніципальної реформи шляхом об'єднання та перетворення Вазюцького сільського округу та Кузузького сільського округу.

## Населення
Населення поселення становить 487 осіб (2017; 512 у 2016, 532 у 2015, 556 у 2014, 551 у 2013, 562 у 2012, 599 у 2010, 809 у 2002).

## Склад
До складу поселення входять 8 населених пунктів:
| Населений пункт               | Населення, осіб (2002) | Населення, осіб (2010) |
| ----------------------------- | ---------------------- | ---------------------- |
| Вазюк, селище                 | 700                    | 571                    |
| Ванинська, присілок           | 2                      | 0                      |
| Волокова 1, присілок          | 6                      | 0                      |
| Волокова 2, присілок          | 7                      | 0                      |
| Нагібіно, селище              | 8                      | 5                      |
| Ново-Кузюгська, присілок      | 3                      | 0                      |
| Петровська, присілок          | 1                      | 3                      |
| Сергієвська Веретея, присілок | 82                     | 20                     |